# Rhyacophila amasarica
Rhyacophila amasarica är en nattsländeart som beskrevs av Wolfram Mey 1994. Rhyacophila amasarica ingår i släktet Rhyacophila och familjen rovnattsländor. Inga underarter finns listade i Catalogue of Life.